# Zhoř (Moravia meridionale)
Zhoř (in tedesco Shorsch) è un comune della Repubblica Ceca facente parte del distretto di Brno-venkov, in Moravia Meridionale.